# Gabriela Nuñez
Gabriela Núñez Ennabe, Dân biểu và Chủ tịch Ủy ban Tài chính và Ngân sách, là Bộ trưởng Tài chính của Honduras dưới thời chính phủ lâm thời của Roberto Micheletti. Trước đây bà từng là Bộ trưởng Bộ Tài chính từ năm 1998 đến 2002, dưới sự điều hành của chính phủ Carlos Flores và Chủ tịch Ngân hàng Trung ương trong giai đoạn 2006-2007. Bà đang ở Hội đồng quản trị tại IADB, Washington DC. 1994-96. Bà từng là chuyên gia tư vấn quốc tế độc lập cho Ngân hàng Thế giới và IADB. 2010-2011.
Trong khu vực tư nhân, bà là phó chủ tịch của Banco Atlántida và là thành viên của ban giám đốc của Asociación de Instituciones Bancarias của Honduras. Bà là thành viên của Đối thoại liên Mỹ

## Lý lịch
Nuñez có bằng 1984 về kinh tế từ Đại học tự trị quốc gia Honduras và nhận học bổng Fulbright cho Thạc sĩ Kinh tế Quốc tế tại Đại học New York tại Albany năm 1989.

## Sự nghiệp
Từ năm 1985 đến 1994, Nuñez là một nhà phân tích tài chính tại Ngân hàng Trung ương Honduras, và từ 1993 đến 1995, Thư ký kỹ thuật của Phòng kinh tế, UDAPE.
Từ năm 1995 đến năm 1996, Nuñez là Thứ trưởng Bộ Tài chính, và từ năm 1996 đến năm 1998, Đại diện Ban Điều hành của Honduras, tại Ngân hàng Phát triển Liên Mỹ (IADB), và Thống đốc IADB, Quỹ Tiền tệ Quốc tế và Ngân hàng Thế giới.
Từ năm 1998 đến năm 2002, bà là Bộ trưởng Tài chính Honduras, trong thời gian này bà được biết đến với vai trò quan trọng trong việc quản lý nợ nước ngoài của nước này trong việc Honduras có được thành công trong Sáng kiến các nước nghèo nặng nề. Năm 1999, CNN / Time đặt bà trong số 50 nhà lãnh đạo Mỹ Latinh cho Thiên niên kỷ mới. Diễn đàn Kinh tế Thế giới trao cho bà sự công nhận của các Nhà lãnh đạo Toàn cầu cho Ngày mai.
Bà là giáo sư tại UNAH 1984-2000 và hiện là giảng viên UNITEC từ năm 2009.
vào tháng 7 năm 2009, Nuñez chấp nhận trách nhiệm làm Bộ trưởng Tài chính
Bà nắm giữ một lãnh đạo rất tích cực trong Đảng Tự do của mình. Năm 2005, bà đã hoạt động như ứng cử viên tổng thống trong cuộc bầu cử sơ bộ